# Бурграфство Фридберг
Бургграфство Фридберг (нем. Burggrafschaft Friedberg) - территория Священной Римской империи, созданная в эпоху позднего средневековья из бургманнов имперского замка Фридберг в Гессене. Уникальной особенностью была совместно организованная конституционная структура бургграфства и предоставление императором поместных привилегий, которые подтверждались несколько раз. Образовав собственную территорию, которая, помимо контроля над соседними имперскими городами Фридбергом и свободным судом Кайчен, включала узкую полоску земли в южном Веттерау, замок Фридберг можно рассматривать как единственный имперский замок с тех пор, как он был включен в состав имперский  реестр в 1431 г. Императорский и священный имперский замок Фридберг был выдающимся учреждением имперского рыцарства и подчинялся непосредственно королю или императору.

## История

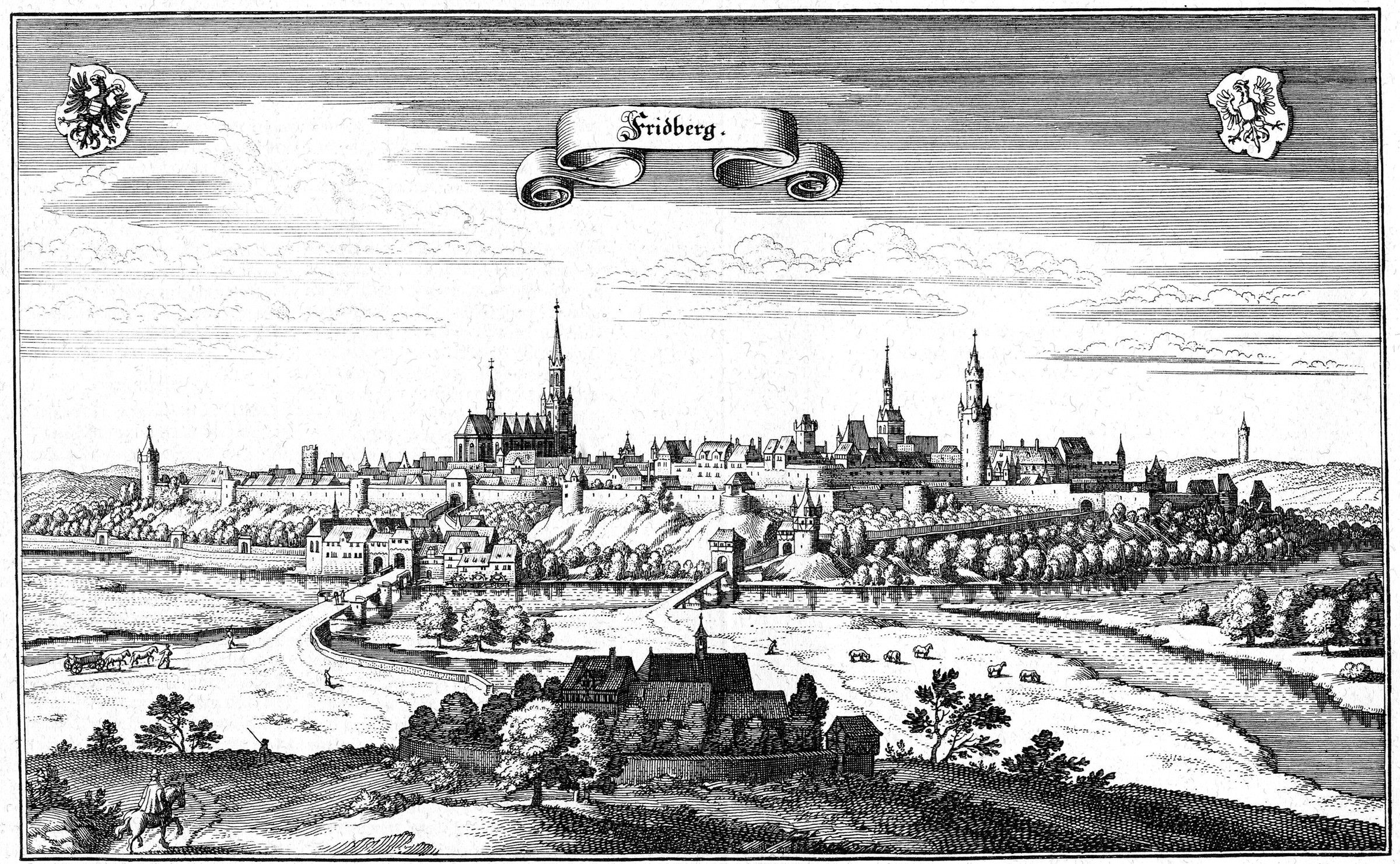
Город и замок Фридберг, гравюра Маттесу Мериана-старшего (XVII в.).

### Основание
Замок Фридберг впервые упоминается в документе в 1217 году, когда император Фридрих II сообщает бургграфу Фридберга Гизельберту, бургманнам и мэру Франкфурта, что возвращает Ульриху I фон Мюнценбергу принадлежавшее его отцу и брату имущество. Вероятно, возведение замка было запланировано и состоялось несколькими годами ранее. Об этом свидетельствуют остатки романской церкви-предшественницы под городской церковью. Планировку города и замка можно рассматривать как часть имперской земельной политики Гогенштауфенов. Возведение городов и замков Гогенштауфенами в Веттерау ускорилось после 1171 года, когда с исчезновением графов Нюрингов их вотчины в этом регионе вернулись в состав империи. Основание Фридберга имеет региональные параллели с основанием и расширением замков и имперских городов Гельнхаузен и Вецлар.

### Период междуцарствия
В период Междуцарствия (1245-1273 гг.) замок и город Фридберг, как и большинство основанных Гогенштауфенами имперских городов региона, первоначально оставались на их  стороне. Но когда Конрад IV уехал в Италию в 1252 г., Фридберг перешел на другую сторону. Впервые задокументированы документы, изданные там антикоролем Вильгельмом Голландским 17 сентября 1252 года. Переход на другую сторону окупился уже через несколько дней, когда 20 сентября Вильгельм освободил бургманнов от обязанности службы в имперской армии, но предоставил им добровольный личный и финансовый вклад.
Более того, за это время бургманнам удалось превратить свой статус имперских министериалов в низшее дворянство, поскольку в конце междуцарствия они имели полный земельный контроль над своими замковыми феодальными владениями и, таким образом, полную феодальную дееспособность. Более поздние короли подтверждали их новый статус ради их поддержки, о чем свидетельствует документ Альбрехта I в 1298 г. Для бургграфов это означало повышение статуса, поскольку они стали частью империи непосредственно в кооперативном объединении.
Король Рудольф I ранее подтвердил обширные права на замок и его жителей и предоставил им привилегированное положение. Это должно было оказать решающее влияние на дальнейшую конституционную историю бургграфства:
- Осенью 1275 г. материально поддержал службу замка, отдав ежегодный налог с евреев Фридберга в размере 130 марок кёльнских пфеннигов. Причиной этого могут быть затраты на содержание исключительно большого замкового комплекса. В некоторых случаях на основании этих пожертвований делались выводы о том, что замок ранее был разрушен городом, но это невозможно четко доказать.[10] В качестве аналогичной поддержки замку был передан собранный в городе налог унгельд (in subsidium edificiorum et reparacionis castri nostri).[11]
- 1 мая 1287 г. бургграфам в благодарность за верную службу дали статус, по которому их поданных нельзя было обвинить или дать им право предъявить иск перед каким-либо судьей, кроме бургграфа, за исключением королевского суда. Это право неоднократно подтверждалось последующими правителями, обычно в контексте общих подтверждений замковых привилегий.[12][13] Вероятно, уже в первой половине XIII в. при дворе замка был свой двор.
- Сохранение кооперативного характера было поддержано в 1276 году привилегией, запрещавшей наследование должности бургграфа..[14]
- В другом документе того же дня Рудольф запретил строительство замков, укреплений или постоянных домов возле Фридберга, чтобы обеспечить господство имперского замка.[15]
- В 1285 г. Рудольф предоставил жителям замка привилегию не принимать в команду замка ни одного свободного человека или дворянина без их согласия, что означало фактическое право высказывать свое мнение, которое вскоре превратилось в привилегию. Уже в XIV в. императоры не имели никакого влияния на кооптацию новых членов кооператива.[15]

### Позднее средневековье

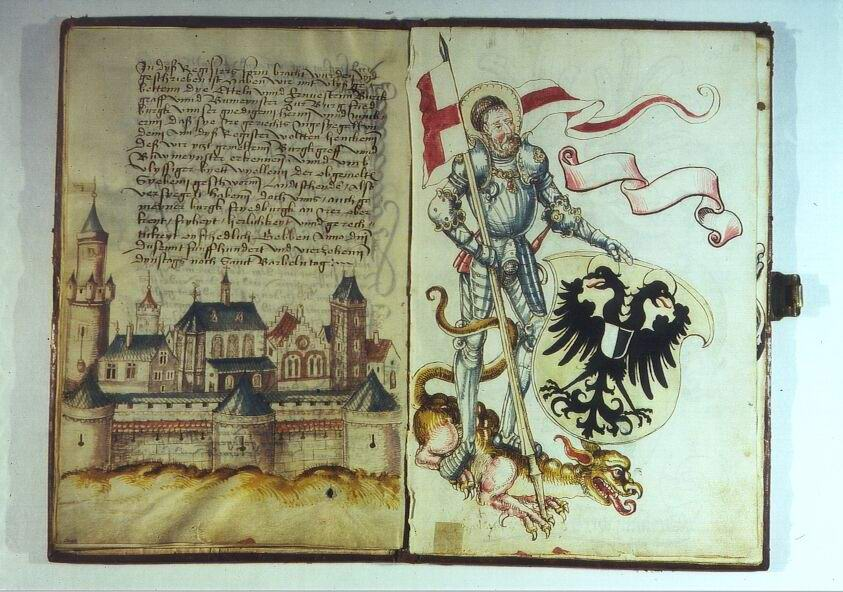
Изображение замка Фридберг и Святого Георгия как его покровителя в Полиптике Наумбургского монастыря.

Права, приобретенные во время междуцарствия, выходящие далеко за рамки обычного в организации имперских замков, были закреплены в XIV и XV веках. В 1347 году граф Адольф I Нассау-Висбаден потерпел поражение от команды замка в междоусобице. Деньги на выкуп были использованы для строительства Адольфштурма как второго бергфрида и достопримечательности замка. По заключенному при Карле IV в 1349 г. бургфридену, команда замка получила право назначать бургграфа, за что ранее отвечал правитель.
В то время как бургграфство было на пике своего могущества, когда оно было включено в имперский матрикул в 1431 г., город с XIV в. уже начал приходить в упадок. Ярмарки во Фридберге потеряли свое значение из-за близлежащей ярмарки во Франкфурте и были прекращены. Помимо сокращения производства тканей, причиной, как предполагается, являются два городских пожара в 1383 и 1447 гг., эпидемии и исход горожан. Бурграфство, наконец, смогло выиграть неоднократные споры с имперским городом Фридбергом в XV в., воспользовавшись его ослаблением. Из-за долгов Фридберга и его признания неплатежеспособности в 1454 г. Франкфурт отменил услугу сопровождения, которой ранее могли воспользоваться граждане Фридберга по дороге на франкфуртскую торговую ярмарку. В результате экономика города, особенно производство одежды, сильно пострадала. В феврале следующего года совет был заменен, а бургграф и шесть горожан остались в совете и заняли промежуточную позицию. Ключи от города были переданы бургграфству первоначально только из-за волнений, сопровождавших это событие. Но событие было не просто символическим, поскольку в последующий период его влияние на город значительно возросло.
В 1455 г. бургграфство, занимавшее поначалу выжидательную позицию, приобрело первые части императорского залога (нем. Reichspfandschaft), на основании которого убедило городской совет в 1482 г. принять так называемый homagesverschreibung (это означало, что городу было запрещено без разрешения менять сеньора, что фактически означало подчинение) и в 1483 г. навязало указ о присяге (регулировал детали взаимоотношений между городом и бургграфством как его сеньором). В последующие несколько лет последовали выкупы дальнейших долей залога, ранее разделённых между различными сторонами. Еще в 1376 г. бургграф приобрел свои первые права в Свободном суде Кайчена (нем. Freigericht Kaichen), суверенитет которого ему был наконец предоставлен в 1475 г/. Также в 1475 г/ он получил суверенный статус в некоторых частях марки Мёрлер. Кроме того, существовала доля в существовавшем с 1405 г. ганербном владении Штаден вокруг замка Штаден в Веттерау.
Вместо прежних муниципальных налогов и судебных доходов значительно большее значение приобрело государственное управление. В 1541 г. бурграфство получило привилегию чеканить собственную монету.

### Новое время

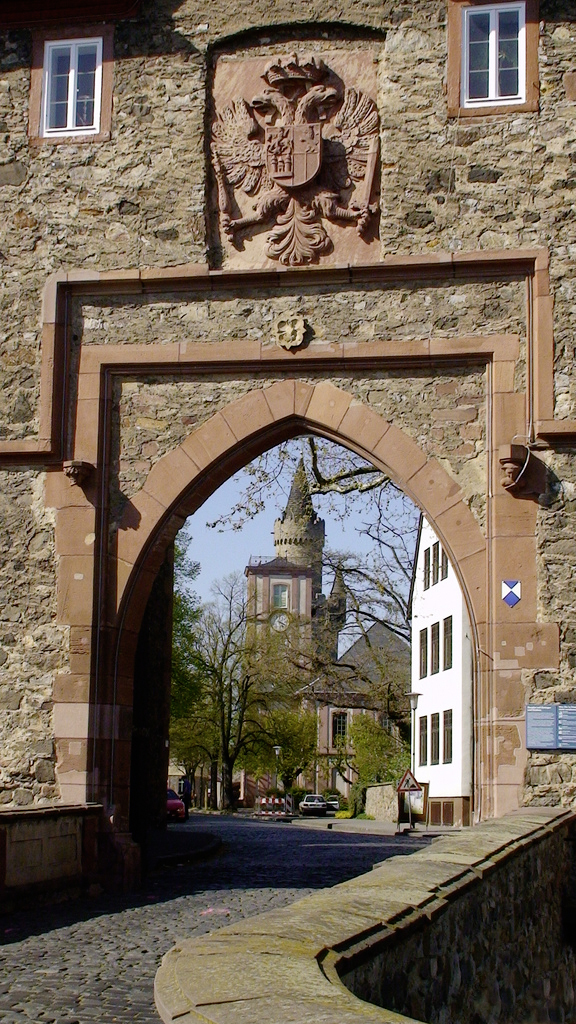
Герб замка Фридберг с имперским орлом над южными воротами замка.

После Пассауского договора Реформация в ее лютеранской версии была официально введена в бурграфстве в 1552 г. С 1569 г. действовали церковные правила, общие с имперским городом Фридберг. Однако в команде замка по-прежнему были католики, число которых со временем даже увеличилось. После долгих споров в 1755 г. впервые был избран римско-католический бургграф Франц Генрих фон Дальберг.
Упадок низшего дворянства в XVII-XVIII вв. не остался без последствий для бургграфства. Вымирание и обеднение многих рыцарских родов в регионе привели к тому, что столпы замковой общины (обязательное место жительства, бургман, бюргерихт, бургленн) пришли в упадок. В течение XVII в замок больше не имел активного имперского статуса. Численность бургманнов упала до самого низкого уровня в конце Тридцатилетней войны.
Влияние оставшейся местной мелкой знати еще больше уменьшилось из-за конфликта интересов, возникающего из-за служебных обязательств перед более крупными государями. Большая часть команды замка теперь была фактически исключена из влияния на политику бургграфства. Из-за растущего значения и количества членов с XV в. было принято передавать управление и исполнение должностных обязанностей в руки меньшего органа, так называемого замкового полка, состоящего из двенадцати бургманнов. Даже на выборах бургграфов команда обычного замка имела не более чем право одобрения кандидатов, заранее выбранных полком. Соответственно, участие в замковых монастырях и административных мероприятиях в XVIII в. упало почти до нуля.
В то время как членство в имперском рыцарстве в новое время служило прежде всего социальному престижу в сословном обществе, бургграфство постепенно было парализовано влиянием более крупных государей. Архиепископы Майнца в конечном итоге привели бургграфство на католически-имперский имперский политический курс. В середине XVIII в. семьи бургманнов, со времен Реформации преимущественно протестантские, были вытеснены из канцелярии и полка. Учреждение в 1768 году Ордена Святого Иосифа закрепило эту политику и одновременно повысило репутацию команды замка, которая, однако, уже не была пропорциональна ее действительному значению.

### Ликвидация
Начиная с XVII в., замок все чаще превращался в особняк. Об этом свидетельствуют представительные здания, такие как замок, первоначально резиденция Иоганна Эберхарда фон Кронберга, затем Бургграфиат, обширный замковый сад и замковая церковь. Когда в XVIII в. в политику бурграфства всё чаще вмешивались ландграфство Гессен-Кассель или члены римско-католической церкви, поддерживаемые курфюршеством Майнца, что парализовало традиционную кооперативную структуру, привеля к утрате политической значимости.
После того как имперский город Фридберг по заключительному постановлению имперской депутации перешёл к ландграфству Гессен-Дармштадт 2 сентября 1802 г., оно официально вступило во владение бургграфством 10 декабря 1803 г., в 21 января 1804 г. в замок вошёл отряд. Руководителем этой операции был Карл дю Тиль, впоследствии занимавший пост премьер-министра Гессена. После смерти бургграфа Рудольфа Вальдботта фон Бассенхайма в 1805 году его преемником был избран Клеменс Август фон Вестфален. Согласно договору о создании Рейнского союза 1806 г. ставший великим герцогом Гессен ландграф Людвиг I конфисковал бургграфство уже и де-юре, но согласился уважать суверенные права последнего бургграфа, который получил разрешение сохранять свой титул до своей смерти и доходы от замка. На Венском конгрессе он снова попытался возродить бургграфство, но в 1817 г. ему пришлось согласиться на договор о уступке, который оставил ему только титул и чин дворянина. Он умер во Франкфурте в 1818 г. В 1846 году умер Зигмунд Лёв цу Штайнфурт, последний из Бургманов.
Первоначально Великое Герцогство включило бургграфство в свою административную структуру как амт Бург-Фридберг. В 1821 году была проведена судебная и административная реформа, которая также осуществила отделение юриспруденции от управления на более низком уровне. Амты были распущены, их административные задачи были переданы вновь сформированным районным администрациям, а юрисдикция первой инстанции была передана региональным судам. Амт Бург-Фридберг был распущен, его административная деятельность была передана вновь созданному районному округу Буцбах, а юрисдикция - окружному суду Фридберга.